# De Uitkijk (Jakarta)
De Uitkijk is een uitkijktoren aan de oude haven van de Indonesische plaats Jakarta. De toren stamt uit 1839 en is gebouwd op het voormalige bastion Culemborg. De toren diende als kantoor voor de havenmeester en als douanekantoor.